# Устье-Повалихино
Устье-Повалихино — деревня в Великоустюгском районе Вологодской области.
Входит в состав Трегубовского сельского поселения, с точки зрения административно-территориального деления — в Трегубовский сельсовет.
Расстояние по автодороге до районного центра Великого Устюга — 31 км, до центра муниципального образования Морозовицы — 18,6 км. Ближайшие населённые пункты — Верхнее Якутино, Скородум, Калинино.
По переписи 2002 года население — 6 человек.